# Contea di Castell
La contea di Castell fu una contea del Sacro Romano Impero, del circolo di Franconia, che si estendeva per 30 chilometri quadrati e per una popolazione di 10.000 individui. Lo stato esistette dal 1202 al 1806.

## Storia
Rupert, primo rappresentante della famiglia Castell, viene citato per la prima volta nel 1057 come rappresentante presso il villaggio di Castell, in Germania. Nel 1202 la famiglia formò la contea di Castell che comprendeva anche la Steigerwald, dominio che venne rafforzato dal 1398 quando il re Venceslao concesse ai conti di Castell il diritto di coniare moneta. Nel 1457 la contea divenne feudo del principe-vescovo di Wurzburg pur continuando ad ottenere sostanzialmente una propria autonomia con governi non sempre felici come quello di Guglielmo II che rischiò di gettare la contea nella rovina finanziaria. Nel 1546, il conte Giorgio II decise di trasferire la sede del proprio  governo dal vecchio castello di Castell alla residenza di Rüdenhausen in maniera provvisoria nel frattempo che si realizzassero dei lavori di miglioria sull'antica struttura, ma dal 1556 Rüdenhausen divenne di fatto la nuova capitale della contea, facendo così nascere la linea dei conti di Castell-Rüdenhausen. Successivamente, il conte Corrado rimase a Castell, mentre suo fratello Enrico assunse l'eredità materna (della contea di Wertheim) e fece erigere un nuovo castello a Remlingen. Ne l'uno ne l'altro conte ebbero discendenti maschi e come tale la contea venne divisa tra i figli di Giorgio II e Wolfgang II. La linea di Castell-Rüdenhausen si estinse nel 1803 e si vennero dunque a creare due nuove linee, quella di Castell-Castell e quella di Castell-Rüdenhausen.
Durante le guerre napoleoniche, la contea di Castell venne mediatizzata nel 1806 ed incorporata nel Regno di Baviera. Come ricompensa i conti di Castell vennero inseriti nella nobiltà bavarese.
| Controllo di autorità | VIAF (EN) 245620485 · GND (DE) 4009572-1 |